# AeroMobil
AeroMobil s.r.o. je slovenská firma, která vyvíjí od roku 1990 stejnojmenný létající automobil. Podle společnosti měl být brzy komerčně dostupný, avšak v roce 2017 byl tento projekt opuštěn a vývoj létajícího automobilu pokračoval pod novým názvem AirCar společností KleinVision, s.r.o. Pro využití všech možností tohoto hybridního vozu (řízení na zemi a pilotáž) bude zapotřebí řidičský průkaz a pilotní licence.
Dvoumístné vozidlo se ve vzduchu pohybuje jako letoun, je vybaveno tlačnou vrtulí v zadní části karoserie zajišťující dopředný tah, a zatažitelným nosným křídlem, které během letu vytváří vztlak. Bylo navrženo vývojářem Štefanem Kleinem z Bratislavy za podpory investora Juraje Vaculíka. Může se obvyklým způsobem pohybovat po vozovce, doplňovat pohonné hmoty na čerpací stanici a parkovat na běžných místech. Vzhledem k prázdné hmotnosti 450 kg je reálné, že se vejde do limitu vzletové hmotnosti 650 kg pro americkou kategorii LSA (Light-sport aircraft, lehké sportovní letadlo). V České republice existuje kategorie ELSA (Experimentální Light Sport Aircraft, těžší ultralight) do 600 kg vzletové hmotnosti, ta se ale netýká sériových strojů (pouze částečných stavebnic), současná evropská legislativa to neumožňuje.
Designér, konstruktér a pedagog VŠVU (Vysoká škola výtvarných umení) Štefan Klein na projektu začal pracovat na počátku 90. let 20. století.
Inspirací byl létající automobil z francouzského filmu Fantomas se zlobí (ve filmu vůz Citroën DS), v němž účinkoval mj. legendární komik Louis de Funès.

## Verze

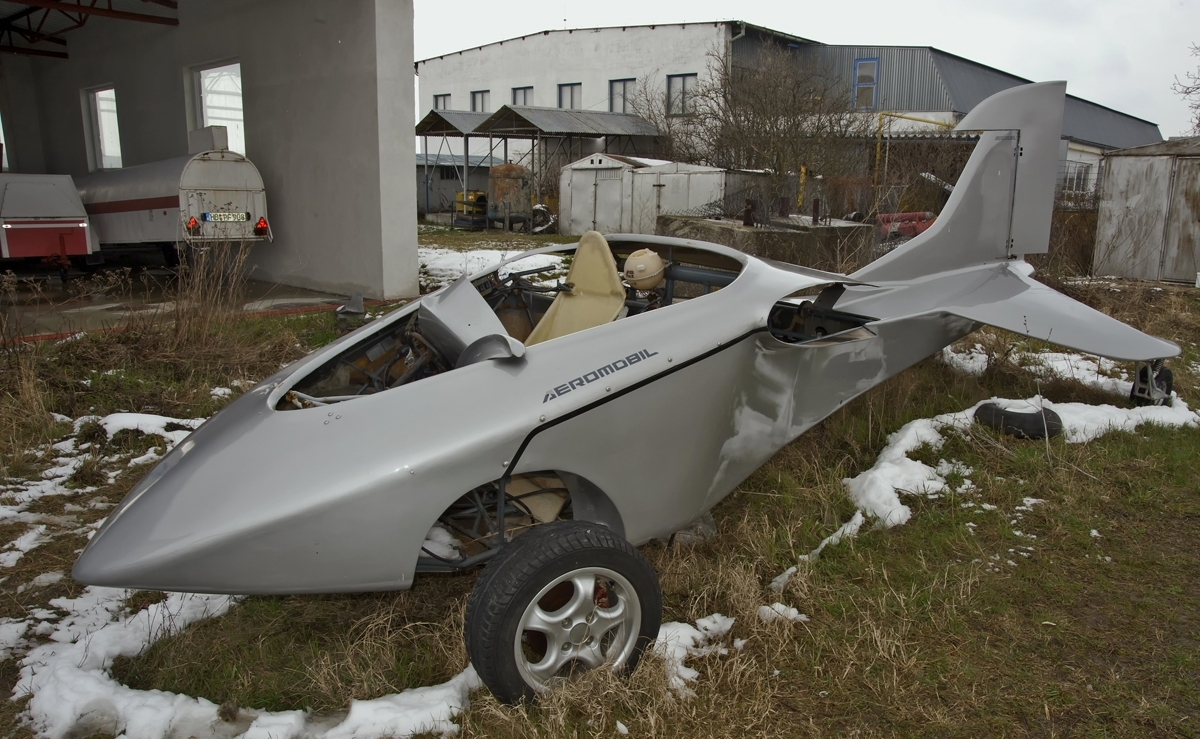
Prototyp AeroMobilu na letišti v Nitře.

- 1.0 – koncept, vyvíjen v letech 1990–1994[11]
- 2.0 – prototyp, vyvíjen v letech 1995–2010[11]
- 2.5 – prototyp stavěný od r. 2010, představen v kanadském Montrealu na výstavě SAE Aerotech v září 2013[11], první letová verze.[12] Projekt vzbudil pozornost americké kosmické agentury NASA, která podobné aktivity monitoruje.[11]
- 3.0 – vylepšený prototyp byl představen veřejnosti 29. října 2014 na akci Pioneers Festival ve Vídni.[1][13]
- 4.0 – vylepšený prototyp stavěný od června 2016, při jeho konstrukci bylo využito mj. i zkušeností z havárie v3.0 z května 2015.[14] Má vyšší výkon, cestovní rychlost a další vylepšené parametry.[15]

## v3.0
Verze 3.0 vychází z předchozí v2.5, která byla představena v Montrealu v roce 2013 a byla první letovou verzí. Je to téměř finální podoba stroje, který má blízko k malosériové výrobě. Ve verzi 3.0 je ocelový skelet nově osazen kompozitními materiály a vybaven moderní avionikou včetně autopilota, GPS navigace, systémů pro noční let a záchrannými padáky. Disponuje nosným křídlem s proměnlivým úhlem náběhu, což zkracuje vzletovou a přistávací dráhu.
Ke vzletu a přistání není třeba zpevněné plochy, stačí travnatá.
Po pozemních komunikacích se pohybuje obvyklým způsobem, může doplňovat palivo na čerpací stanici a parkovat na běžných místech. Konverze z automobilu na letoun a opačně je automatizována (roztažení/zatažení nosného křídla …), trvá max. 80 sekund.
Letové testy začaly počátkem října 2014. Nyní bude následovat rozsáhlý certifikační proces pro získání povolení v leteckém provozu a provozu na pozemních komunikacích. Několik technických záležitostí je ještě třeba dořešit, např. uchycení SPZ tak, aby nebyly ovlivněny aerodynamické vlastnosti automobilu.

## Havárie
Dne 8. 5. 2015 se prototyp v3.0 s imatrikulací OM-M929 během testovacího letu zřítil z výšky 300 metrů na záchranném padáku u letiště v Nitře-Janíkovcích. „Pilot byl otřesen, ale sám vystoupil z letadla“ uvedla policejní mluvčí. Pilot, konstruktér Štefan Klein, vyvázl bez zranění, ale preventivně byl odvezen do nemocnice odkud ho ještě týž den propustili. Letoun byl dopadem vážně poškozen.

## Specifikace
v3.0

### Technické údaje
- Posádka: 1 (pilot)
- Kapacita: 1 pasažér (mimo pilota)
- Délka: 6,0 m
- Šířka: 2,24 m
- Výška: ? m
- Rozpětí křídel: 8,3 m
- Průměr tlačné vrtule: ? m
- Prázdná hmotnost:[pozn. 1] 450 kg
- Pohon: motor Rotax 912, 75 kW
- Palivo: benzín
- Zrychlení z 0 na 100 km/h: 10 s[21]
- Minimální vzletová dráha: 400 m[2][21]
- Minimální přistávací dráha: 50 m[2]
- Spotřeba paliva: 7,5 l/100 km (na zemi), 15 l/hod. (ve vzduchu)
- Konverze automobil / letadlo: automatizováno, cca 80 s[22]
- Konverze letadlo / automobil: automatizováno, cca 80 s

### Výkony
- Maximální rychlost: 160 km/h (na zemi), cca 200 km/h (ve vzduchu)
- Minimální letová rychlost: 60 km/h
- Vzletová rychlost: 130 km/h
- Dosah/dolet: 500[10]–875[13] km na zemi, 700 km ve vzduchu
- Dostup: ? m
- Stoupavost: ? m/s